# 天野鎮雄
天野 鎮雄（あまの しずお、1936年（昭和11年）2月13日 - 2023年（令和5年）11月5日）は、日本の俳優、タレント。劇団「劇座」代表。妻は、女優の山田昌。愛称は「アマチン」。

## 略歴
愛知県名古屋市港区出身。知多市新舞子在住。幼少期に福井県へ疎開し終戦を迎える。その後、兵庫県在住を経て、中学生の時に帰郷。名古屋市立菊里高等学校を経て、愛知学芸大学に入学。
大学時代にNHK名古屋放送劇団に入団。同大学学芸学部英語科卒業。文学座研究生、大島渚主宰の「創造社」、「山本安英の会」などを経て、1985年（昭和60年）に妻の山田昌と「劇座」を結成。あわせて付属俳優養成所の「名古屋劇塾」も設立した。
1968年（昭和43年）から3年間、東海ラジオの深夜番組『ミッドナイト東海』の初代パーソナリティを務め、森本レオらと共に人気を博した。「アマチン」の愛称でも親しまれ、晩年までラジオパーソナリティとして活躍、本業の俳優としても舞台やテレビドラマに出演していた。
名古屋市長の西尾武喜に演劇練習場所不足を訴えたことから、使われていなかった名古屋市中村区の稲葉地公園にある旧名古屋市中村図書館の建物は名古屋市演劇練習館として生まれ変わった（1995年開設）。
晩年は「あいち九条の会」の代表世話人の一人として護憲活動にも力を入れていた。
死去の直前の2023年10月26日まで、「HEARTFUL SHUFFLE」（Heart FM）に出演した。2023年11月2日の放送は休演。
2023年11月5日、多臓器不全のため名古屋市の病院で死去。87歳没。

### 受賞歴
- 1984年度（昭和59年度）：愛知県芸術文化選奨賞[1]
- 1985年度（昭和60年度）：第1回パチンコ大衆文化賞
- 1991年度（平成3年度）：東海テレビ芸能選奨
- 1998年度（平成10年度）：名古屋市芸術特賞
- 1996年度（平成8年度）：若手演劇人養成の功績に対し、社団法人日本演劇興行協会より表彰される。

### ニックネーム
ニックネームの「アマチン」（「天ちん」とも表記）は、名前の天野鎮雄を縮めた「天鎮」から。高校時代に学校の演劇部と青年劇団（中部学生放送同好会）の活動について、教師から「お前は良くやっている。名前（「鎮雄」）も音で読むとチンユウだ。皆に珍しがられる珍優になれ。」と言われたことがルーツだと、本人は回顧して述べている。

## 出演

### テレビドラマ
- 太閤記（1965年、NHK）
- 中学生群像（1969年、NHK）
- 銀河テレビ小説（NHK）
  - 坂の上の家（1973年） - 信夫 役
  - 本日開店（1982年） - 忠義 役
- ドラマ新銀河（NHK）
  - ようこそ青春金物店（1996年）- 木下藤夫 役
- どっちがどっち!（2002年、NHK）
- 天使みたい（2003年、NHK）
- オーダーメイド（2004年、NHK）
- 七子と七生〜姉と弟になれる日〜（2005年、NHK）
- 七色のおばんざい（2005年、NHK）
- 父に奏でるメロディー（2005年、NHK）
- 勉強していたい!（2007年、NHK）
- 約束〜名張毒ぶどう酒事件 死刑囚の生涯〜（2012年6月30日、東海テレビ）特別面会人・川村富左吉 役
- 全力離婚相談（2015年、NHK）

### ラジオドラマ
- 家守綺譚（2005年、NHK-FM）

### その他のテレビ番組
- アマチンの土曜リポート（東海テレビ）
- 天ちんの土曜サロン 人間こんさーと（1980年-1994年、東海テレビ）
- 料理の極意-男がつくる愛情料理-（2007年、テレビ愛知）

### その他のラジオ番組
- ミッドナイト東海（1968年 - 1971年、東海ラジオ）
- さん!さん!モーニング（東海ラジオ）
- アマチンのラジオにおまかせ（東海ラジオ）
- サタデーパーク アマチン通り（東海ラジオ）
- ミッドナイト東海21（2005年 - 2007年、東海ラジオ）
- ドキュメンタリー『大須演芸場盛衰記～笑ってさよなら～』ナレーション（2014年5月25日、東海ラジオ）[8]
- 俊介・アマチンの大碗茶坊あったかトーク（東海ラジオ）
- HEARTFUL SHUFFLE（2023年3月23日 - 2023年10月26日、Heart FM、毎週木曜レギュラー）

### 舞台
- フィガロの結婚（劇座公演・作=ボォマルシェ／演出=木村光一）
- 飢餓海峡（名古屋市民芸術祭2000主催事業公演・作=水上勉／演出=木村光一）
- 機嫌の好い海（天野鎮雄『名古屋市芸術特賞』受賞記念公演・原作=岸宏子／脚色=麻創けい子／演出=海野鬼次郎）
- やっとかめ探偵団その1 - その6（劇座公演・作=清水義範／演出=岩川均）

### CM
- 日建ホームズ